# Burtle
Burtle – wieś w Anglii, w hrabstwie Somerset, w dystrykcie (unitary authority) Somerset. Leży 38 km na południowy zachód od miasta Bristol i 195 km na zachód od Londynu. W 2001 miejscowość liczyła 462 mieszkańców.